# Rieczica (obwód kurski)
Rieczica (ros. Речица) – wieś (ros. село, trb. sieło) w zachodniej Rosji, w sielsowiecie gorodienskim rejonu lgowskiego w obwodzie kurskim.

## Geografia
Miejscowość położona jest nad rzeką Suchaja Rieczica (prawy dopływ Sejmu), 3,5 km od centrum administracyjnego sielsowietu (Gorodiensk), 13 km na północny wschód od centrum administracyjnego rejonu (Lgow), 52 km na zachód od Kurska, 10 km od drogi regionalnego znaczenia 38K-017 (Kursk – Lgow – Rylsk – granica z Ukrainą) – część trasy europejskiej E38.
We wsi znajdują się ulice: Boczanka, Kocagajewka, Konczanka, Kriwoj rog, Pczelnyj, Sieło, Sobaczejewka i Sokoły (137 posesji).
Klimat
Miejscowość, jak i cały rejon, znajduje się w strefie klimatu kontynentalnego z łagodnym ciepłym latem i równomiernie rozłożonymi opadami rocznymi (Dfb w klasyfikacji klimatów Köppena).

## Demografia
W 2010 r. wieś zamieszkiwało 68 osób.